# 上海蜜梨
上海蜜梨，又称庄行蜜梨，是上海市南匯地區（今属浦东新区）的特产梨种，同市的奉贤区庄行镇、青浦区、闵行区和松江区也有出产。上海蜜梨皮薄肉嫩、汁多无渣、味甜如蜜，因而得名；梨花雪白。2015年获得全国农产品地理标志。

## 歷史
中華人民共和國建國之後，上海先后从中国北方、南方和国外引种了许多梨种，其中许多北方品种因不適應上海地區的氣候而遭淘汰。1951年，上海引入生長情況良好、产量高的优质日本梨品種“廿世纪”和“博多青”试种，並在1957年开始成片栽培梨树。1960至1970年代，上海又先后从日本、江浙等地引进“八云”、“菊水”、“太白”、“明月”、“江岛”、“今村秋”、“晚三吉”、“新世纪”、“铁头”、“二宫白”（用鸭梨作为亲本育成）、“早酥”等梨品种，而其中“今村秋”、“明月”、“江岛”、“晚三吉”等品种由于不受上海當地市民欢迎而在1970年代末期遭淘汰。
1968年，梨树在上海果树栽培中已占有相当的比重，年产生梨6165吨，佔水果总产量的30％，並在當年被命名为「上海蜜梨」，成为上海果品市场中极受欢迎的品种之一，部分梨產品更销往港澳等地。1970年代，由于外贸出口和市內需求上升，上海蜜梨得到了迅速发展，当时南汇、川沙（今属浦东新区）、青浦、上海（今属闵行区）、松江等县皆广为种植此梨。1979年，蜜梨的总产量高达20895吨，占郊区果品生产总量的60％左右，跃居果品生产的首位。
1982年，上海蜜梨的种植面积达1666公顷，总产量达23655吨，达到历史高位。不過，“廿世纪”和“博多青”梨虽屬優質梨品種，但易感染梨黑斑病降低产量，经济效益不高。此後，上海蜜梨遭受梨黑斑病（由真菌链格孢引起）危害，自1980年代中期起栽種面积急剧下降。1990年，梨树栽培面积僅餘下1067公顷，总产量降至11481吨，而“廿世纪”和“博多青”梨最終也因而逐步被淘汰；取而代之的則是在1980年代開始由日本引入的“长寿”等梨品种。
1995年開始，上海栽培的梨大都属于砂梨，最主要栽種的梨品種是“新世纪”，而其他主栽的梨品种則有“菊水”、“二宫白”、“八云”、“铁头”、“早酥”等。當年的上海蜜梨產量為15932吨，比1990年的產量稍有回升。
2015年3月31日，“庄行蜜梨”通过农业部地理标志专家组评审。同年5月10日完成公示，获得全国农产品地理标志。